# Cetopsis candiru
Cetopsis candiru är en fiskart som beskrevs av Johann Baptist von Spix och Agassiz 1829. Cetopsis candiru ingår i släktet Cetopsis och familjen Cetopsidae. Inga underarter finns listade i Catalogue of Life.